# Archidiocèse d'Ispahan
L’archidiocèse de Téhéran-Ispahan (des Latins) est l’unique circonscription ecclésiastique de l’Église catholique en Iran.  Créé au début du XVIIe siècle comme mission des Pères carmes, le diocèse fut vacant durant presque tout le XIXe siècle pour être ravivé et élevé au rang d’archidiocèse en 1910. La cathédrale de l’archidiocèse, Notre-Dame de la Consolation,  se trouve à Téhéran.
L’archidiocèse rassemble, en six paroisses, les quelque 2000 catholiques de rite latin du pays (en 2013). C’est la seule juridiction de l’Église catholique latine en Iran. D’autres juridictions ecclésiastiques existent pour les catholiques de rite oriental (Arméniens, Chaldéens). Il est immédiatement dépendant du Saint-Siège.

## Histoire

### Origine et developpement
Des missionnaires Dominicains et Franciscains envoyés par le pape Innocent IV en Mongolie s’arrêtent en 1246 dans le nord de la Perse. En 1318 le siège métropolitain de Soltania est érigé avec six diocèses suffragants. Le premier évêque fut le père dominicain Francesco da Perugia. L’invasion de Tamerlan met fin  vers 1380 à cette première tentative missionnaire (latine). 
Une délégation envoyée par le roi d’Espagne, Philippe III à l’empereur safavide Abbas I est bien reçue. Comme ce dernier se montre favorable à la religion chrétienne des missionnaires espagnols arrivent en Perse en 1602. En 1608, la mission est confiée officiellement aux Pères carmes déchaussés, par le pape Clément VIII, qui ouvrent une petite église à Ispahan. En 1628 arrivent les Capucins. Et bientôt les Théatins dans la région voisine de Géorgie.  
Le diocèse d’Ispahan est érigé le 12 octobre 1629, la ville étant alors la capitale de l’empire safavide.  Les accords commerciaux entre le roi de France Louis XIV et les autorités safavides (1708 et 1715), incluant une liberté de pratique religieuse la situation des catholiques s’améliore. Ce qui conduit à une augmentation de leur nombre, principalement par l’arrivée de marchands européens, mais aussi par la construction d’écoles et d’églises. Nombre de ‘convertis’ sont en fait des Arméniens (orthodoxes), qui durant l’ère safavide avaient été déportés en Perse. Les Jésuites arrivent dans le pays en 1652 et les Dominicains y reviennent en 1695.
La fin de la dynastie Safavide au milieu du XVIIIe siècle entraine une disparition progressive du christianisme en Perse. En 1789, le dernier administrateur apostolique de l’ancien diocèse, Jean de Aruthiun, fuit à Bagdad avec les derniers fidèles catholiques. Une dépêche de l'époque envoyée à Rome communique que « l'oppression de ce gouvernement tyrannique est telle que la mission de Perse est réduite au nombre de sept catholiques, tous les autres ont fui ou sont morts ... ».

### XIXeetXXesiècles
Au début du XIXe siècle, le diocèse est confié aux évêques de Bagdad. Comme administrateur apostolique d’Ispahan, il a environ 200 fidèles, confiés à un unique prêtre en résidence à Ispahan.
À la fin du XIXe siècle, un renouveau est perceptible. En 1874 est créée la délégation apostolique de Perse. La mission est confiée aux pères lazaristes et le diocèse d'Ispahan est séparé de celui de Bagdad. 
Le 1er juillet 1910; la délégation est érigée en archidiocèse d’Ispahan, dont le premier archevêque est le père lazariste français Jacques-Émile Sontag.  Avec les pères lazaristes, l’Église est très dynamique,  au début de la Première Guerre mondiale, avant l’invasion des Turcs, l’archidiocèse compte 74 prêtres, 62 églises avec autant d’écoles et deux séminaires. Le 27 juillet 1918, un grand nombre de chrétiens, surtout arméniens et chaldéens sont assassinés par les troupes ottomanes, y compris Jacques-Émile Sontag qui est fusillé à Ourmia, où il résidait habituellement. 
En 1974, l’archevêque Kevin W. Barden, un Dominicain irlandais, déplace sa résidence d’Ourmia à Téhéran. La cathédrale Notre-Dame de la Consolation y est construite. Ainsi, même si l’archidiocèse garde le titre d’Ispahan, la résidence épiscopale et la cathédrale se trouvent à Téhéran. Plusieurs églises subsistent à Ispahan. 
En 2013, l'archidiocèse d'Ispahan compte 2000 catholiques (latins) répartis sur 6 paroisses.
Le 8 janvier 2021, le pape François, après avoir changé le nom de la circonscription d'Ispahan des latins en Téhéran-Ispahan des latins, nomme archevêque de celle-ci Dominique Mathieu O.F.M.Conv.

## Liste des ordinaires de l'archidiocèse d'Ispahan
- Juan Boldames Ibáñez, O.C.D. † (6 Sep 1632 - 5 Sep 1633)[2]
- Timoteo Pérez Vargas, O.C.D. † (5 Sep 1633  - 23 Dec 1639)
- Jean Duval, O.C.D. † (25 Sep 1638 - 10 Apr 1669)
- Laurent Elias Mouton (Mutton), O.C.D. † (8 Apr 1695 - 3 Nov 1708)
- Barnaba Giovanni Battista Fedele, O.P. † (8 Jun 1716 - 8 Jan 1731)
- Filippo Maria di San Agostino (Camillo Apollonio) Malachisi, O.C.D. † (11 Aug 1732 - 13 Aug 1749)
- Marco Antonio Piacentini, O.C.D. † (15 Mar 1751 - 22 Jun 1755)
- Cornelio di San Giuseppe (Giuseppe) Reina, O.C.D. † (2 Oct 1758 - May 1797)
- Jacques-Émile Sontag, C.M. † (13 Jul 1910 - 27 Jul 1918)
- Kevin William Barden, O.P. † (30 May 1974 - 12 Aug 1982)
- Ignazio Bedini, S.D.B. (2 Dec 1989 - 20 Jan 2015)
- Dominique Joseph Mathieu, O.F.M. Conv. (8 Jan 2021 - présent)